# كدت أهدم بيتي (فلم)
كدت أهدم بيتي هو فيلم دراما مصري من إخراج أحمد كامل مرسي  وبطولة راقية إبراهيم، محسن سرحان، محمود المليجي، زينب صدقي، شريفة ماهر، سميحة أيوب وسناء جميل.

## نبذة
يعيش الزوج سعيدًا مع أسرته الصغيرة، لكن السعادة لا تدوم، حيث تدب الغيرة في قلب أحد الأصدقاء فيخبر الزوج أن امرأته تخونه، تتغير حياته، ويلجأ إلى الخمر، ويبحث عن دليل يؤكد خيانة زوجته له، فيعثر على رسائل عاطفية لا تخص الزوجة ولكنها جاءت إلى مربية الطفلين، يتصور الزوج أن امرأته تخونه، فيُطلقّها، وتتوالى الأحداث.

## طاقم العمل
- راقية إبراهيم بدور راقية
- محسن سرحان بدور حمدي
- محمود المليجي بدور صفوت
- زينب صدقي بدور أم راقية
- سميحة أيوب بدور منيرة مربية الأطفال
- سناء جميل بدور سونيا
- محمد توفيق بدور عبد الموجود أفندي
- محمود السباع بدور محمود

## وصلات خارجية
- مقالات تستعمل روابط فنية بلا صلة مع ويكي بيانات
- كدت أهدم بيتي على موقع الدهليز